# Félix et Lola
Pour plus de détails, voir Fiche technique et Distribution.
Félix et Lola est un film français réalisé par Patrice Leconte, sorti en 2001.

## Synopsis
Félix (Philippe Torreton) est propriétaire d'un manège d'autos-tamponneuses. Un jour, il est intrigué par une fille silencieuse, seule et triste. Elle s'appelle Lola (Charlotte Gainsbourg) et sans s'en rendre compte, Félix tombe amoureux d'elle. Il va essayer de la comprendre, tenter de l'aider, tout faire pour lui rendre le sourire qui lui va si bien. Mais elle semble liée à un mystérieux passé. Un passé que Félix va devoir affronter.

## Fiche technique
- Titre : Félix et Lola
- Réalisation : Patrice Leconte
- Scénario : Claude Klotz et Patrice Leconte
- Production : Ciné B
- Pays d'origine :  France
- Format : couleurs - 2,35:1 - Dolby Digital - 35 mm
- Genre : drame
- Durée : 89 minutes
- Date de sortie : France : 7 mars 2001

## Distribution
- Philippe Torreton : Félix
- Charlotte Gainsbourg : Lola
- Alain Bashung : Le chanteur
- Philippe Du Janerand : L'homme en gris
- Ahmed Guedayia : Karim
- Karim Soutan : Ludo
- Muriel Combeau : Arlette
- Didier Cauchy : Max
- Olivier Salmon : Le jeune homme en blanc
- Emmanuelle Bataille : Marina
- Géraldine Faraoni : Margot
- Charlotte Maury-Sentier : Madame Lulu
- Michel Such : Frantz
- René Remblier : Albert
- Nadia Barentin : Madame Irzou
- Jacques Vertan : Non